# Duitse wachtelhond
De Duitse wachtelhond, ook wel Duitse spaniël genoemd, is een hondenras dat afkomstig is uit Duitsland.
Deze spaniël wordt vooral gebruikt als jachthond. Het dier is vooral geschikt voor de jacht in dichtbegroeid of waterrijk terrein. Een volwassen reu is ongeveer 51 centimeter hoog, een volwassen teef ongeveer 49 centimeter.
Amerikaanse cockerspaniël ·
Amerikaanse waterspaniël ·
Barbet ·
Chesapeake Bayretriever ·
Clumberspaniël ·
Curly-coated retriever ·
Duitse wachtelhond ·
Engelse cockerspaniël ·
Engelse springerspaniël ·
Fieldspaniël ·
Flat-coated retriever ·
Golden retriever ·
Ierse waterspaniël ·
Kooikerhondje ·
Labrador-retriever ·
Lagotto romagnolo ·
Nova Scotia duck tolling retriever ·
Perro de agua español ·
Portugese waterhond ·
Sussex-spaniël ·
Welshe springerspaniël ·
Wetterhoun